# فرودگاه بین‌المللی هرکیلیو لوز
فرودگاه بین‌المللی هرکیلیو لوز (به انگلیسی: Hercílio Luz International Airport) (به زبان بومی: Aeroporto Internacional de Florianópolis-Hercílio Luz) یک فرودگاه همگانی و نظامی مسافربری با کد یاتا FLN است که یک باند فرود بتن دارد و طول باند آن ۱۵۰۰ متر است. این فرودگاه در کشور برزیل قرار دارد و در ارتفاع ۵ متری از سطح دریا واقع شده‌است.

## شرکت‌های هواپیمایی و مقصدهای پروازی

### Passenger - Season 2016/2017
| شرکت‌های هواپیمایی     | مقصدهای پروازی |
| --------------------- | --- |
| ارولینیاس آرژانتیناس  | محله هوایی یورگ نوبری فصلی: کوردوبا، آرژانتین، روساریو، سانتا فه |
| Amaszonas             | فصلی: سیلویو پتیروسی |
| آندس لینئاس آئرئاس    | فصلی: محله هوایی یورگ نوبری |
| اویانکا برزیل         | برازیلیا، چاپکو، ریو دوژانیرو گالیائو، کونگونیاس-سائو پائولو، سائو پائولو گوارولوس |
| آزول برزیلین ایرلاینز | چاپکو، ویراکوپوس-کامپیناس، سلگدو فیلهو، سائو پائولو گوارولوس فصلی: فوز دو لوآچو، Passo Fundo، لوندرینا، مارینگا، سانتوس دومنت                                                                        |
| گول ایر ترنسپورت      | برازیلیا، مینیسترو پیستارینی، سلگدو فیلهو، ریو دوژانیرو گالیائو، کونگونیاس-سائو پائولو، سائو پائولو گوارولوس فصلی: سیلویو پتیروسی، کوردوبا، آرژانتین، روساریو، سانتا فه، کومودورو ارتورو مرینو بنیتز |
| لاتام ایرلاینز        | فصلی: کومودورو ارتورو مرینو بنیتز |
| لان آرژانتین          | فصلی: کوردوبا، آرژانتین |
| تام ایرلاینز          | برازیلیا، ریو دوژانیرو گالیائو، سانتوس دومنت، کونگونیاس-سائو پائولو، سائو پائولو گوارولوس |
| اسکای ایرلاین         | فصلی: کومودورو ارتورو مرینو بنیتز |

### باری
| شرکت‌های هواپیمایی   | مقصدهای پروازی                   |
| ------------------- | -------------------------------- |
| Total Linhas Aéreas | آفونسو پنا، سائو پائولو گوارولوس |